# Mamen Mendizábal
María del Carmen Mendizábal García (Madrid, España, 15 de enero de 1976), más conocida como Mamen Mendizábal, es una periodista y presentadora española de televisión. También ha sido vicepresidenta de la Federación de Asociaciones de Periodistas de España (FAPE).

## Biografía
Licenciada en Periodismo por la Universidad Complutense de Madrid, sus inicios profesionales fueron en la Cadena SER como periodista de Hoy por hoy al lado de Iñaki Gabilondo. También presentaba el programa Punto de fuga, los fines de semana. En esa emisora llegó a ponerse al frente una temporada del programa vespertino La ventana sustituyendo hasta enero de 2006 a Gemma Nierga durante su baja maternal.
En octubre de 2004 fue contratada por Televisión Española para presentar el espacio de debate 59 segundos, al frente del cual se mantendría hasta principios de 2006, cuando fue fichada por la nueva cadena de televisión La Sexta.
En este canal se le encargó la presentación de La Sexta Noticias en su segunda edición, así como el programa Sexto Sentido (2006). Asimismo, en esta cadena ha presentado diversos programas informativos y también ha sido presentadora del documental Viva la República.
Fue enviada especial de La Sexta en las elecciones presidenciales de 2008 en Estados Unidos, desde la victoria de Barack Obama en la convención demócrata de Denver hasta su victoria como presidente en Chicago. 
Desde el 29 de octubre de 2012 dirige y presenta el programa de actualidad y análisis Más vale tarde.
El 28 de mayo de 2021, anuncia a través de Twitter que abandona Más vale tarde para emprender nuevos proyectos en el prime time de La Sexta siendo sustituida a partir de septiembre por los presentadores de La Sexta Noche y Liarla Pardo, Iñaki López y Cristina Pardo.
Otros espacios que ha conducido en la misma cadena incluyen Scoop (2018) y el espacio de entrevistas Palo y astilla (2021).
Ha recibido la Antena de Oro en 2013 por Más vale tarde. Nominada a los Premios ATV de 2005, como Mejor Comunicadora de Programas Informativos, por el programa 59 segundos y al TP de Oro de 2006 y 2008, como Mejor Presentadora de Informativos por La Sexta Noticias. En 2014, le fue otorgado el Premio Ondas a mejor presentadora de televisión, galardón que anualmente otorga Radio Barcelona. En 2016 recibió el Premio Salvador de Madariaga de Televisión, un galardón que otorga la Comisión Europea junto a la Asociación de Periodistas Europeos.

## Trayectoria televisiva

### Televisión
| Año         | Título                 | Cadena   | Notas        |
| ----------- | ---------------------- | -------- | ------------ |
| 2004 - 2006 | 59 segundos            | La 1     | Presentadora |
| 2006 - 2012 | La Sexta noticias      | La Sexta | Presentadora |
| 2006 - 2007 | Sexto sentido          | La Sexta | Presentadora |
| 2010        | Debates al límite      | La Sexta | Presentadora |
| 2012 - 2021 | Más vale tarde         | La Sexta | Presentadora |
| 2018; 2021  | Liarla Pardo           | La Sexta | Invitada     |
| 2018 - 2019 | Scoop                  | La Sexta | Presentadora |
| 2019 - 2025 | El hormiguero          | Antena 3 | Invitada     |
| 2021        | Palo y astilla         | La Sexta | Presentadora |
| 2021        | Lo de Évole            | La Sexta | Invitada     |
| 2021        | Fuera del mapa         | La Sexta | Protagonista |
| 2022        | Encuentros inesperados | La Sexta | Presentadora |
| 2023        | Anatomía de...         | La Sexta | Presentadora |

## Libros
- Adelante: Solo existe el futuro. Y es nuestro. (Editorial Aguilar, 2020) (coautora junto con César Carballo, José María Gay de Liébana, Yayo Herrero y Ainara Zubillaga)